# Schismatorhynchos
Schismatorhynchos is een geslacht van straalvinnige vissen uit de familie van karpers (Cyprinidae).

## Soorten
- Schismatorhynchos heterorhynchos (Bleeker, 1854)
- Schismatorhynchos nukta (Sykes, 1839)
- Schismatorhynchos endecarhapis Siebert & Tjakrawidjaja, 1998
- Schismatorhynchos holorhynchos Siebert & Tjakrawidjaja, 1998